# George Bridgewater

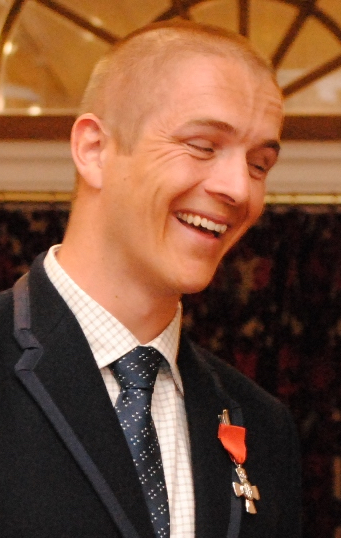
George Bridgewater, 2012

George Spencer Bridgewater (* 18. Januar 1983 in Wellington) ist ein ehemaliger neuseeländischer Ruderer.
Bridgewater begann 1999 mit dem Rudersport. 2001 belegte er mit dem Achter den sechsten Platz bei den Junioren-Weltmeisterschaften. 2002 wurde er bei den U23-Weltmeisterschaften Vierter mit dem Vierer ohne Steuermann. 2004 rückte er für Rob Hellstrom in den Zweier ohne Steuermann zu Nathan Twaddle. Nach einem siebten Platz beim Ruder-Weltcup in Luzern belegten die beiden den vierten Platz bei den Olympischen Spielen in Athen. 2005 siegten Twaddle und Bridgewater bei zwei Weltcup-Regatten und gewannen auch den Titel bei den Weltmeisterschaften in Gifu. 2006 folgte auf einen fünften Platz im Weltcup von Posen ein Sieg in Luzern. Bei den Weltmeisterschaften in Eton erhielten die beiden die Silbermedaille hinter den Australiern Drew Ginn und Duncan Free. 2007 gewannen die Neuseeländer beim Weltcup in Amsterdam in Abwesenheit der Australier. Beim Weltcup in Luzern und bei den Weltmeisterschaften in München siegten jeweils die Australier vor den Neuseeländern. Auch 2008 gelang Twaddle und Bridgewater in Posen ein Weltcupsieg. Im Finale der Olympischen Spiele in Peking siegten Ginn und Free vor den Kanadiern David Calder und Scott Frandsen, dahinter erhielten Twaddle und Bridgewater die Bronzemedaille. 
Danach wechselte George Bridgewater nach England und nahm 2009 für Oxford am Boat Race teil. Nach seinem Studienabschluss war er in Hongkong und Singapur Händler bei Morgan Stanley. 2014 kehrte er nach Neuseeland und zum Rudersport zurück. 2015 belegte er mit dem neuseeländischen Doppelvierer den neunten Platz bei den Weltmeisterschaften, die ersten acht Boote waren für die Olympischen Spiele direkt qualifiziert. Bei der letzten Qualifikationsregatta im Mai 2016 wurden in Luzern zwei weitere Startplätze für die Olympischen Spiele in Rio de Janeiro vergeben, diese gingen an Russland und Kanada. Die Neuseeländer kamen als Dritte ins Ziel und erhielten nach der Doping-Disqualifikation des russischen Bootes nachträglich den letzten Startplatz. In der Olympischen Regatta belegte der neuseeländische Doppelvierer den zehnten und letzten Platz.